# NCSM Alberni
 (novembre 2016).
Si vous disposez d'ouvrages ou d'articles de référence ou si vous connaissez des sites web de qualité traitant du thème abordé ici, merci de compléter l'article en donnant les références utiles à sa vérifiabilité et en les liant à la section « Notes et références ».

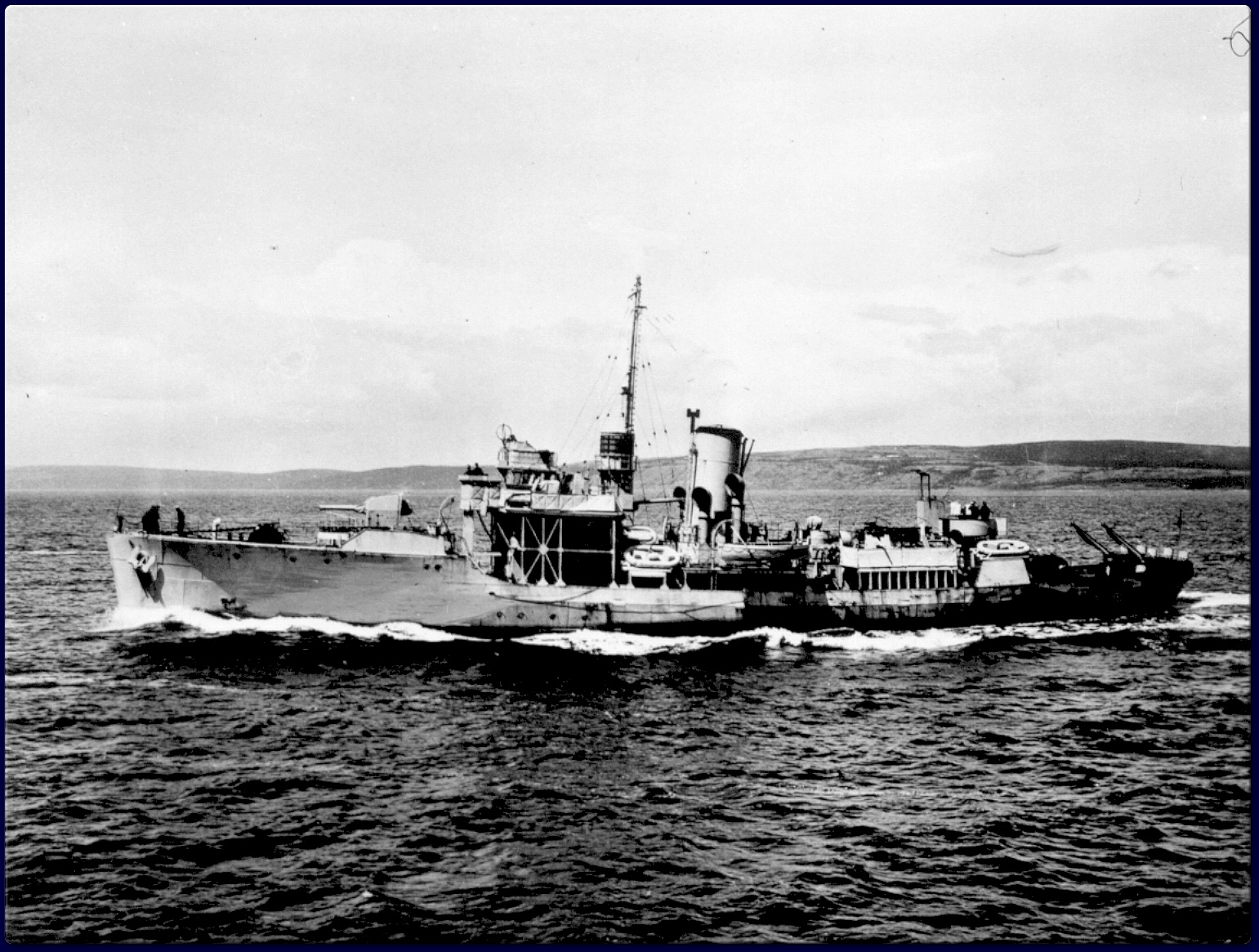
La corvette Alberni entre 1943 et 1944.

Le NCSM Alberni était une corvette de la Marine royale canadienne de la Seconde Guerre mondiale de classe Flower. Elle a navigué de 1940 à sa destruction en 1944.

## Historique
Construite par les chantiers Yarrows Ltd (Esquimalt, Colombie-Britannique), elle fut lancée le 22 août 1940.
En mer elle naviguait dans l'Atlantique dans les parages de Terre-Neuve afin de protéger des convois. Le 3 mai 1942, conjointement avec d'autres navires, elle récupéra 47 naufragés du pétrolier anglais British Workman torpillé par le U-455.
Le 27 octobre 1942, elle prit à son bord 12 survivants du pétrolier américain Gurney E. Newlin qui fut attaqué deux fois par le U-436 et le U-606.
Le lendemain ce fut, avec le Ville de Québec, 81 rescapés du baleinier anglais Sourabaya, détruit par le U-436 qui furent récupérés.
En 1943 elle navigua un bref moment en Méditerranée et participa en soutien à l'opération Overlord.
Le NCSM Alberni fut victime du U-480 et coulée par des torpilles acoustiques (se dirigeant sur les bruits des hélices) le 21 août 1944 dans la Manche. Elle sombra en moins d'une minute, entraînant dans la mort 59 membres d'équipage. 41 marins purent être sauvés. Le lieu du naufrage se situe à 25 milles nautiques des côtes de l'île de Wight (Angleterre) au sud-est.